# No Reason to Cry
No Reason to Cry är ett album av Eric Clapton, utgivet 1976. Det spelades in i The Bands studio Shangri La i Malibu, Kalifornien och bland de medverkande finns The Band-medlemmarna Rick Danko och Richard Manuel. Clapton gör även en duett med Bob Dylan, på dennes låt "Sign Language".
Från albumet släpptes singlarna "Hello Old Friend", "Sign Language", "Carnival" och "Beautiful Thing". En cd-utgåva av albumet släpptes 1990, innehållande bonuslåten "Last Night".

## Låtlista
1. "Beautiful Thing" (Rick Danko/Richard Manuel) - 4:26
2. "Carnival" (Eric Clapton) - 3:44
3. "Sign Language" (Bob Dylan) - 2:58
4. "County Jail Blues" (Alfred Fields) - 4:00
5. "All Our Past Times" (Eric Clapton/Rick Danko) - 4:40
6. "Hello Old Friend" (Eric Clapton) - 3:36
7. "Double Trouble" (Otis Rush) - 4:23
8. "Innocent Times" (Eric Clapton/Marcy Levy) - 4:11
9. "Hungry" (Marcy Levy/Dicky Simms) - 4:39
10. "Black Summer Rain" (Eric Clapton) - 4:55
11. "Last Night" (Eric Clapton) - 4:52